# 鶴巣郵便局
鶴巣郵便局（つるすゆうびんきょく）は宮城県黒川郡大和町にある郵便局。民営化前の分類では集配特定郵便局であった（現在は集配機能を廃止）。

## 概要
住所：〒981-3417 宮城県黒川郡大和町鶴巣北目大崎岸96-4

## 沿革
- 1933年（昭和8年）3月6日 - 開局。
- 1960年（昭和35年）1月21日 - 電話交換事務の取扱を吉岡郵便局に移管[1]。
- 1969年（昭和44年）4月20日 - 和文電報配達事務を吉岡電報電話局に移管。
- 1997年（平成9年）3月26日 - 落合簡易郵便局の一時閉鎖[2]に伴い、取扱事務を承継。
- 2007年（平成19年）10月1日 - 民営化に伴い、併設された郵便事業新仙台支店鶴巣集配センターに一部業務を移管。
- 2012年（平成24年）10月1日 - 日本郵便株式会社発足に伴い、郵便事業新仙台支店鶴巣集配センターを鶴巣郵便局に統合。
- 2017年（平成29年）3月6日 - 集配業務を吉岡郵便局に移管。
- 2023年（令和5年）3月20日 - 局舎移転[3]

## 取扱内容
- 郵便、印紙、ゆうパック、内容証明
- 貯金、為替、振替、振込、国債
- 生命保険、バイク自賠責保険
- ゆうちょ銀行ATM

## 周辺
- 大和町立鶴巣小学校
- 宮城県道3号塩釜吉岡線
- 吉田川

## アクセス
- 大和町町民バス 鶴巣小学校前停留所下車
- 東北自動車道 大和ICから南東へ約3km
- 駐車場あり：6台